# Jacek Guzowski
Jacek Guzowski  (ur. 28 września 1969 w Zielonej Górze) – polski żużlowiec.
Wychowanek klubu Falubaz Zielona Góra, jako zawodnik tego klubu startował w rozgrywkach z cyklu Drużynowych Mistrzostw Polski w latach 1987–1990. Srebrny medalista Drużynowych Mistrzostw Polski z 1989 roku.

## Drużynowe Mistrzostwa Polski - Sezon Zasadniczy Najwyższej Klasy Rozgrywkowej
| Sezon | Klub                 | Miejsce | Liga   | Średnia/bg | Średnia/mc | Pkt     | Bonusy | Razem   | Komplety | Biegi | Mecze |
| ----- | -------------------- | ------- | ------ | ---------- | ---------- | ------- | ------ | ------- | -------- | ----- | ----- |
| 1987  | Falubaz Zielona Góra | 5       | 1 Liga | 0,000      | 0,000      | 0 (107) | 0      | 0 (107) | 0        | 1     | 1     |
| 1988  | Falubaz Zielona Góra | 4       | 1 Liga | 1,000      | 1,571      | 11 (86) | 1      | 12 (89) | 0        | 12    | 7     |
| 1989  | Falubaz Zielona Góra |         | 1 Liga | 0,813 (66) | 1,222 (72) | 11 (82) | 2      | 13 (82) | 0        | 16    | 9     |
| 1990  | Falubaz Zielona Góra | 7       | 1 Liga | 0,333      | 1,000      | 1 (72)  | 0      | 1 (72)  | 0        | 3     | 1     |

W nawiasie miejsce w danej kategorii (śr/m oraz śr/b - przy założeniu, że zawodnik odjechał minimum 50% spotkań w danym sezonie)